# عزيز ميلاد
عزيز ميلاد (القيروان، 10 سبتمبر 1938 - تونس العاصمة، 7 نوفمبر 2012)، هو رجل أعمال تونسي.

## سيرته
عمل ميلاد بعد تخرجه من المدرسة السياحية بنيس لفترة في الديوان القومي للسياحة التونسية وفي 1968 أسس وكالة أسفار سرعان ماتعاقدت مع الشركة الألمانية نيكرمان لتصبح في غضون أقل من عقدين إحدى أهم اللاعبين في القطاع. توسعت الوكالة في إطار المجموعة التونسية لخدمات السفر بامتلاكها عدة نزل بلغت طاقة استيعابها في وقت من الأوقات 20% من مجمل النزل في البلاد وفي عام 1989 أطلق ميلاد مع لطفي بلحسين آر ليبرتي (التي أصبحت الآن الطيران الجديد) كما أسس مشاريعا في قطاعات أخرى كالفلاحة واللف وخدمات الكمبيوتر. كان ينظر لميلاد في التسعينات وحتى وفاته كأحد أغنى أغنياء البلاد وكان يشغل مقعدا في مجالس إدارة بنك تونس العربي الدولي والاتحاد الدولي للبنوك ومصرف الزيتونة.

## علاقته بالسلطة
أما في مايتعلق بعلاقته بالسلطة فقد كان مقربا في البداية من صهر بن علي سليم شيبوب ثم تقرب من أصهاره من الزواج الثاني فدمج الطيران الجديد عام 2009 مع قرطاج للطيران المملوكة لبلحسن الطرابلسي  وساهم مع صخر الماطري في نفس العام في إطلاق مصرف الزيتونة الإسلامي.
في صيف 2008 دخل صحبة عدة رجال أعمال آخرين للجنة المركزية للتجمع الدستوري الديمقراطي الحاكم إلا أن اسمه طفى في الساحة السياسية خصوصا بعد الثورة التونسية من خلال علاقته مع وزيرة الخارجية الفرنسية ميشال آليو ماري  التي نظر إليها كعلاقة محاباة لصالح نظام بن علي. بعد هروب بن علي منع من السفر مع مجموعة من الرجال الأعمال المقربين من النظام ولم يرفع عليه الحجز إلا في جوان 2012. توفي بعد صراع مع مرض السرطان ودفن في مسقط رأسه في جنازة حضرها رئيس حركة النهضة راشد الغنوشي ووزير النقل السابق عبد الرحيم الزواري. ترأس جمعية الشبيبة الرياضية القيروانية بين 1977 و1979 وبين 1980 و1982 وكان أحد أهم ممويليها وبعد وفاته أطلق اسمه على قاعتها المغطاة. ترك وراءه ابنان: كريم ودرة المتزوجة من الإعلامي نزار الشعري.